# Raven-Symoné: Live in Concert Tour
Raven-Symoné: Live In Concert Tour fue la segunda gira de conciertos realizada por la actriz estadounidense y cantante Raven-Symoné.

## Información
Al principio se llamó The Pajama Party Tour, éste fue planeado para comenzar a finales de la primavera con más de 55 fechas, empezando el 26 de abril en Orlando, Florida y finalizando el 13 de julio de 2008 en Sacramento, California. Sin embargo, debido a un desacuerdo entre AEG Live y la disquera de Raven, Hollywood Records, las fechas originales fueron canceladas.

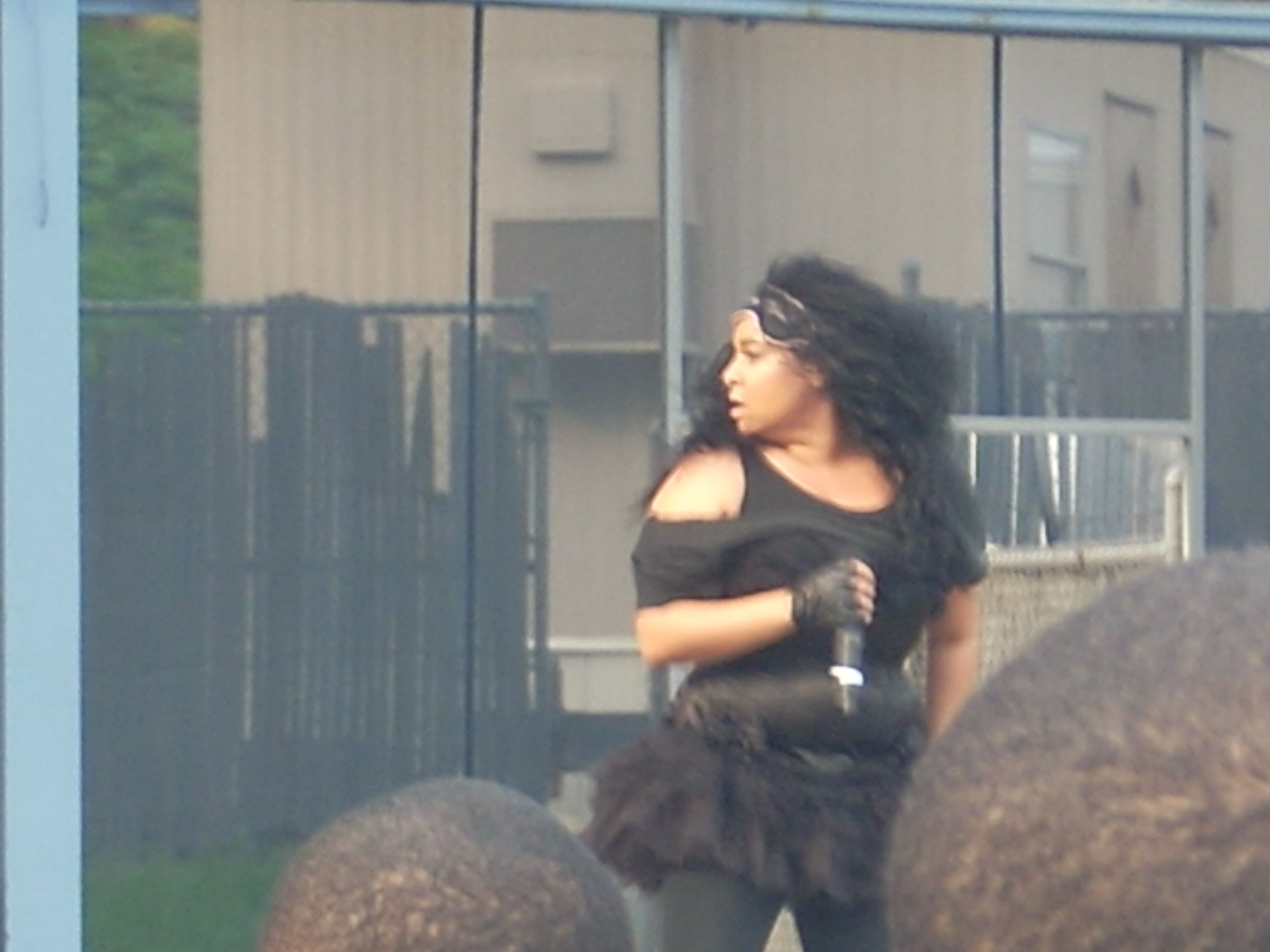
Raven durante un concierto.

En mayo de 2008, fue anunciado que el tour sería realizado a principios del verano. La gira se anunció por primera en un videoflog de Raven en su sitio oficial: Raven-Symoné Presents. En el 2008, la gira coincidió con Disney Music Block Party Tour, donde Raven fue la anfitriona especial.

### Producción
La gira empezó en el verano del 2008 en Milwaukee, Wisconsin en Kenosha County Fair Grounds el 12 de julio, y concluyó en el otoño el 7 de octubre de 2008 en Perris, California en Southern California Fair. Después de casi un año, el 9 de mayo de 2009 continuó la gira, en Darien Center, NY en el Darien Lake Theme Park Resort y concluyó el 28 de octubre en Phoenix, AR en Arizona State Fair Grandstand.
Los ensayos para la gira comenzaron en marzo de 2008. A diferencia de la mayoría de tours, Raven no fue respaldada por una banda en vivo, en cambio simplemente con una pista de apoyo que desempeña coros de un CD. Pero la costumbre en la mayoría de los tours, esto implica a 5 hombres bailarínes, conocidos como F.I.V.E. Productions, que utilizó en su gira anterior. Pero, por primera vez, Raven fue acompañada de bailarínas.

## Actos
Estos actos variaron por estado, pero fueron confirmados:
- Jordan Pruitt[15]
- B5[9]
- Drew Seeley[16]

## Concierto

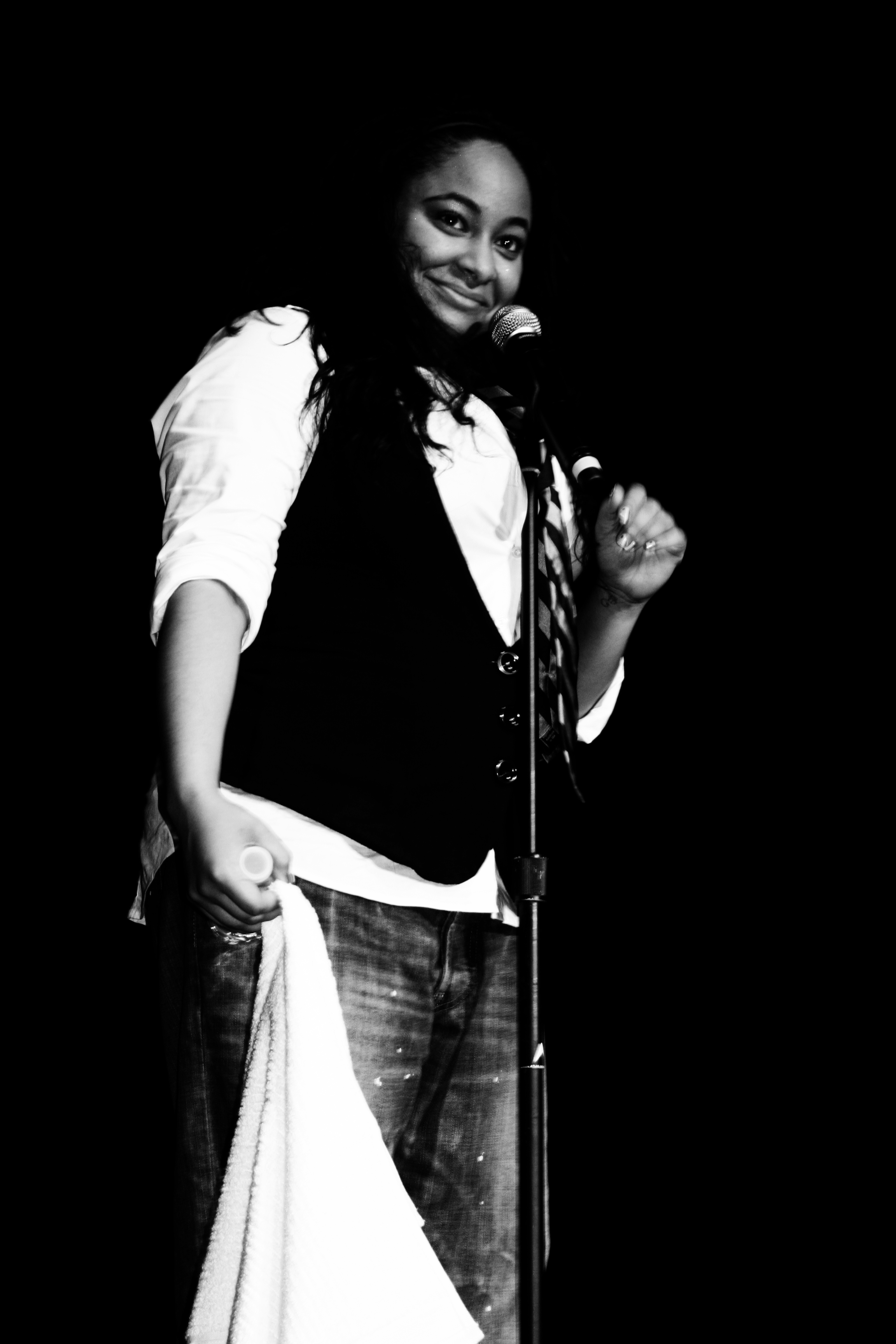
Raven durante su gira.

1. Intro/"That's So Raven (Theme Song)"
2. "That Girl"
3. "What Are You Gonna Do?"
4. "Girl Get It"
5. "Green"
6. "Superstition"
7. "Some Call It Magic"
8. "Jump In"
9. "Supernatural"
10. "Anti-Love Song"
11. "Love Me Or Leave Me"
12. "Backflip"
13. "In The Pictures"
14. "Grazing In The Grass"
15. "Cinderella"
16. "Cheetah Sisters"
17. "Step Up"
18. "In Your Skin"
19. "Keep A Friend"
20. "Shorts Like Me"
21. "Fit Girls, Big Girls"
22. "Do Your Own Thing"
23. "Hollywood Life"
24. "Typical"
25. "This Is My Time"
26. "Everyone's A Star"
27. "Double Dutch Bus"

## Fechas

### 2008
| Fecha           | Ciudad                 | Lugar                        |
| --------------- | ---------------------- | ---------------------------- |
| 12 de julio     | Milwaukee, Wisconsin   | Kenosha County Fair Grounds  |
| 13 de julio     | Jackson, Nueva Jersey  | Northern Star Arena          |
| 18 de julio     | Hidalgo, Texas         | Dodge Arena                  |
| 19 de julio     | Denver, Colorado       | Elitch Gardens Theme Park    |
| 20 de julio     | San Luis, Misuri       | Old Glory Amphitheatre       |
| 24 de julio     | Agawam, Massachusetts  | The Grove Amphitheatre       |
| 25 de julio     | Bessemer, Alabama      | Visionland Theme             |
| 26 de julio     | Wildwood, Nueva Jersey | Wildwood Convention Center   |
| 31 de julio     | Turlock, California    | Stanislaus County Fair       |
| 2 de agosto     | Valdosta, Georgia      | Wild Adventures Theme Park   |
| 3 de agosto     | Atlanta, Georgia       | Six Flags: Over Georgia      |
| 4 de agosto     | Kearney, Nebraska      | First Tier Event Center      |
| 6 de agosto     | Ventura, California    | Ventura County Fair          |
| 7 de agosto     | San Antonio, Texas     | Lone Star Lil's Amphitheatre |
| 10 de agosto    | Valencia, California   | The Golden Bear Theatre      |
| 11 de agosto    | Midland, Míchigan      | Midland County Fair          |
| 21 de agosto    | Dallas, Texas          | Six Flags                    |
| 22 de agosto    | Wichita, Kansas        | Century II Convention Hall   |
| 26 de agosto    | Detroit, Míchigan      | Michigan State Fair          |
| 9 de septiembre | Spokane, Washington    | Spokane Interstate Fair      |
| 7 de octubre    | Perris, California     | Southern California Fair     |

### 2009
| Fecha         | Ciudad                        | Lugar                                                      |
| ------------- | ----------------------------- | ---------------------------------------------------------- |
| 9 de mayo     | Darien Center, Nueva York     | Darien Lake Theme Park Resort                              |
| 25 de mayo    | San Antonio, Texas            | Lone Star Lil’s Amphitheatre                               |
| 30 de mayo    | Oklahoma City, Oklahoma       | Frontier City                                              |
| 16 de junio   | San Luis, Misuri              | Old Glory Amphitheatre                                     |
| 6 de junio    | Baton Rouge, Luisiana         | Blue Bayou Water Park                                      |
| 26 de junio   | Stockton, California          | Great Jones County Fair                                    |
| 4 de julio    | Arlington, Texas              | Six Flags Over Texas                                       |
| 6 de julio    | Chicago, Illinois             | Six Flags Great America                                    |
| 7 de julio    | Louisville, Kentucky          | Six Flags Kentucky Kingdom                                 |
| 8 de julio    | Baltimore, MA / Washington DC | Six Flags America                                          |
| 9 de julio    | Jackson, Nueva Jersey         | Northern Star Arena (en Six Flags Great Adventure)         |
| 18 de julio   | Hot Springs, Arkansas         | Magic Springs                                              |
| 23 de julio   | San Francisco, California     | Six Flags Discovery Kingdom                                |
| 25 de julio   | Denver, Colorado              | Elitch Gardens Theme Park                                  |
| 1 de agosto   | Springfield, Misuri           | Ozark Empire Fair                                          |
| 2 de agosto   | Bessemer, Alabama             | Visionland Theme Park                                      |
| 14 de agosto  | Jackson, Míchigan             | Jackson County Fair                                        |
| 16 de agosto  | Nueva York, Nueva York        | Amber Ready Event                                          |
| 28 de octubre | Phoenix, Arizona              | Arizona State Fair Grandstand (Veterans Memorial Coliseum) |